# سگ دست فرمان

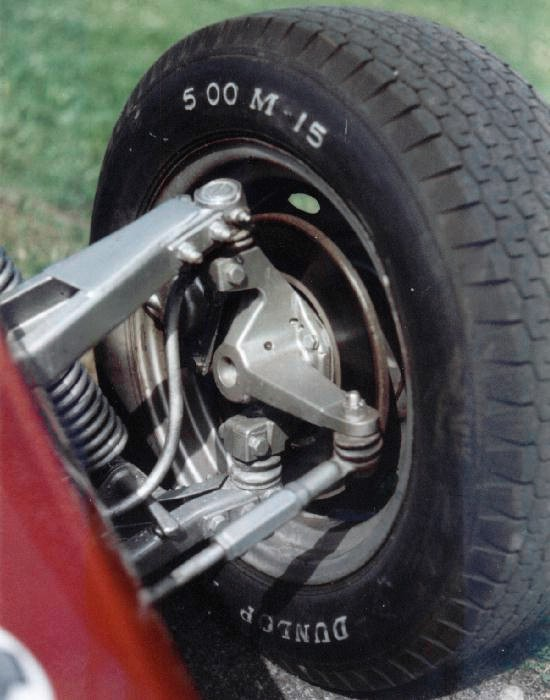
سامانه تعلیق دوبل جنس

در سامانه تعلیق خودرو، بند انگشت فرمان یا قائم یا سگ دست قسمتی است که شامل توپی یا دوک چرخ است و به سامانه تعلیق و اجزای فرمان متصل می‌شود. اصطلاحات دوک و توپی گاهی اوقات به جای سگ دست فرمان استفاده می‌شود، اما به قسمت‌های مختلف اشاره دارد.
مجموعه چرخ و لاستیک به توپی یا دوک بند وصل می‌شود که در آن لاستیک/چرخ می‌چرخد در حالی که در یک صفحه حرکت ثابت توسط مجموعه بند/تعلیق نگه داشته می‌شود.
در تصویر ضمیمه شده از تعلیق دو استخوان جناغی، سگ دست به بازوی کنترل بالایی در بالا و بازوی کنترلی پایینی در پایین نشان داده شده‌است. مجموعه چرخ متصل به سگ دست در نقطه مرکزی آن نشان داده شده‌است. به بازوی سگ دستی که بیرون می‌آید توجه کنید، که مکانیزم فرمان برای چرخاندن مجموعه بند و چرخ به آن متصل می‌شود.

## انواع
سگ دست فرمان در اشکال و اندازه‌های مختلف وجود دارد. طراحی آن‌ها برای تناسب با انواع کاربردها و انواع تعلیق متفاوت است. با این حال، آنها را می‌توان به دو نوع اصلی تقسیم کرد. یکی با یک هاب و دیگری با یک دوک ارائه می‌شود.

## کاربرد
در سامانه تعلیق غیر محرک، همان‌طور که در تصویر اول نشان داده شده‌است، سگ دست معمولاً دارای یک دوک است که درام ترمز یا روتور ترمز به آن متصل می‌شود. (در این تصویر، دوک مرکزی که مجموعه چرخ روی آن سوار می‌شود، دیده نمی‌شود) مجموعه چرخ/لاستیک سپس به گل میخ‌های ارائه شده متصل می‌شود و کل مجموعه آزادانه روی شفت دوک می‌چرخد.
در سامانه تعلیق درایو، سگ دست دوک ندارد، بلکه دارای یک توپی است که یاتاقان‌ها و شافت مکانیزم محرک به آن چسبانده شده‌است. سپس انتهای مکانیزم محرک دارای ناودانی‌های لازم برای نصب چرخ/لاستیک و/یا مجموعه ترمز خواهد بود؛ بنابراین، مجموعه چرخ همان‌طور که میل محرک (یا نیم شفت) دیکته می‌کند، می‌چرخد. به خودی خود آزادانه نمی‌چرخد، اما فقط در صورتی که شفت از گیربکس یا دیفرانسیل جدا شده باشد.
سامانه تعلیق محرک همان‌طور که توضیح داده شد نیز ممکن است قابل هدایت باشد. اغلب به این ترتیب چیدمان درایو/فرمان می‌گویند.

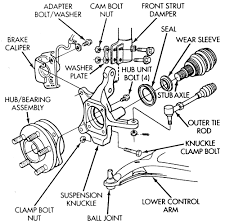
نموداری که کاربرد بند فرمان را برای Ram 3500 2015 برچسب زده و نمایش می‌دهد.